# Monte Alegre de Minas
Monte Alegre de Minas est une municipalité brésilienne de l'État du Minas Gerais et la microrégion d'Uberlândia.Sa population en 2020 était de 21 236 habitants sur une superficie totale de 2 593 km2.Elle est devenue une municipalité en 1870.
Monte Alegre est situé à une altitude de 730 mètres (2 400 pieds) dans la riche région connue sous le nom de Triângulo Mineiro. Il se trouve à l'est d'Uberlândia et au sud de la grande centrale hydroélectrique et du réservoir d'Itumbiara. La route fédérale BR-365, qui relie la frontière de l'État de Goiás à Pirapora au nord, passe à la périphérie de la ville.
Uberlândia se trouve à 68 km, Itumbiara à 80 km et Belo Horizonte à 601 km. Les municipalités voisines sont : Araporã et Tupaciguara au nord, Centralina à l'ouest, Prata au sud et Uberlândia à l'est.
Les principales activités économiques sont l'industrie, les services et l'agriculture, en particulier la culture de l'ananas et de la canne à sucre. En 2005, le PIB était de 209 000 R$, dont 73 000 provenaient des services, 7 000 de l'industrie et 120 000 de l'agriculture. Il y avait 1 486 producteurs ruraux sur 205 000 hectares de terres. Il y avait des tracteurs dans 473 fermes. Les principales cultures sont l'orange, l'ananas, la banane, la canne à sucre (8 500 hectares), le soja (30 000 hectares) et le maïs. Il y avait 132 000 têtes de bétail (2006) et plus d'un million de poulets.
Les indicateurs sociaux la placent dans le peloton de tête des municipalités de l'État.
- Indice de développement humain de la municipalité : 0.759 (2000)
- Classement dans l'État : 215 sur 853 municipalités en 2000
- Classement national : 1 608 sur 5 138 municipalités en 2000
- Taux d'alphabétisation : 87%
- Espérance de vie : 70 (moyenne des hommes et des femmes)[4]

La municipalité de Minas Gerais la mieux classée en 2000 était Poços de Caldas avec 0,841, tandis que la moins bien classée était Setubinha avec 0,568. Au niveau national, la municipalité la plus élevée était São Caetano do Sul à São Paulo avec 0,919, tandis que la plus basse était Setubinha. Selon des statistiques plus récentes (portant sur 5 507 municipalités), Manari, dans l'État de Pernambuco, a la note la plus basse du pays (0,467), ce qui la place en dernière position.